# Jerk urbain
 (juin 2010).
Si vous disposez d'ouvrages ou d'articles de référence ou si vous connaissez des sites web de qualité traitant du thème abordé ici, merci de compléter l'article en donnant les références utiles à sa vérifiabilité et en les liant à la section « Notes et références ».

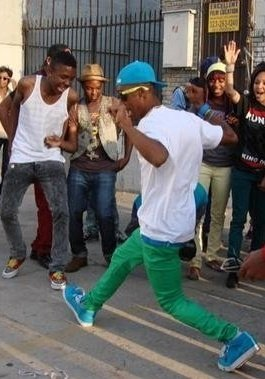
Jerk urbain dans la rue.

Le jerk urbain est un style de danse et de mode né à Los Angeles (États-Unis).
C'est un mélange entre le style punk des années 1980 et le style hip-hop.

## La danse
La danse de jerk est un jeu de jambe très détaillé avec plusieurs mouvements :
- le dippin est un mouvement de jerk consistant à faire des petits pas suivis d'un blocage.
- le jerk consiste à bouger les jambes de l'intérieur puis de l'extérieur.
- le reject consiste à faire une rotation des jambes en arrière sans tourner.

Le jerk evoluera et aura désormais des phases plus compliquées comme le footwork qui est issu d'un mélange de Melbourne Shuffle et de mouvement plus au moins rapides. Ces pas sont souvent ponctués de " Pindrop " qui est une rotation rapide de la jambe en dessous du genou.
De nos jours le jerk se pratique avec le Dougie et le cat daddy.

## Historique
Vers 2008-2009, la danse s'est popularisée dans l'ouest californien et fut rendue populaire par le son des New Boyz You're a Jerk.
La danse est rendue célèbre sur YouTube grâce à des groupes comme les Rangers(le groupe plus connus des États-Unis, c'est grâce à ce groupe que le jerk est devenu populaire), Marvel Inc., CrazyGang, Fabulous Inc., ou Actions Figures.

## Style de vêtement
Les vêtements sont très colorés : les garçons sont souvent vêtus d'un sweat ou d'une chemise, d'une casquette ou d'un bonnet, un slim (skinny jean) avec des baskets. Les filles sont le plus souvent vêtues d'habits vintage urbain version 2000 colorés avec des coupes hors-normes ou avec un tee-shirt avec une vestes de couleurs flashy, un slim (skinny jean) et des baskets flashy.